# Повозочное
Повозочное (каз. Повозочное) — село в районе Шал акына Северо-Казахстанской области Казахстана. Административный центр Приишимского сельского округа. Находится примерно в 38 км к северо-северо-востоку (NNE) от города Сергеевка, административного центра района, на высоте 148 метров над уровнем моря. Код КАТО — 595647100.

## Население
В 1999 году численность населения села составляла 960 человек (485 мужчин и 475 женщин). По данным переписи 2009 года, в селе проживало 787 человек (401 мужчина и 386 женщин).